# ごーるでん おきなわ
ごーるでん おきなわは、琉球海運が運航していたRORO貨客船。

## 概要
琉球海運のRORO貨客船の第一船として尾道造船で建造され、1972年12月に大阪 - 那覇航路に就航した。
沖縄海洋博覧会の会場輸送に向けて本船、だいやもんど おきなわ、えめらるど おきなわと旅客を重視した新船が相次いで投入されたが、海洋博の来場者数は伸び悩み、航路の利用客数も予測を下回った。海洋博終了後は航路需要に見合わない船型となり、過大投資が1976年10月12日の会社更生法の適用申請につながった。
その後琉球海運と韓国・世邦海運の合弁企業・福岡国際フェリーに用船され、1990年4月から博多 - 麗水航路が開設されたが1991年8月に航路廃止となった。
その後、韓国に売却され、天仁として韓国-中国間の国際航路に就航した。
1995年、長崎上海国際フェリーに売却され、NAGASAKI SHANGHAI（長崎上海号）と改名、カジノを設置するなど約20億円かけて大規模改装を行った後1996年3月14日に長崎 - 上海航路に就航したが、1997年1月に航路休止となり、係船された。
1998年、再び韓国に売却され、ORIENT STAR IIとして就航した。その後、2004年に船名をSEWON 1に変更、2006年にC.QINGDAOに変更した。
2008年、フィリピンのガーバン・ラインズへ売却され、CAGAYAN BAY 1として就航した。

### 就航航路
長崎上海国際フェリー
- 長崎港 - 上海港

週1便、航海時間26時間。1994年から就航していた貨客船海華の代船として就航。

## 設計
船内は船旅特有の雰囲気を盛り上げるべく公室設備を広く取り、プールやスカイラウンジ、ステージ等が設けられていた。
その後、琉球海運での就航期間中に船楼甲板の2等船室を乗用車搭載区画に変更、スカイラウンジを撤去するなど改造を受けた。
1995年末には船内にカジノを設置するなど、約20億円かけた大規模改装が行われた。

## 船内

### 竣工時
プール甲板
- プール - プールサイドは色彩豊かな雰囲気でベンチも設置した。
- スカイラウンジ - 幅広の窓や円形のテーブル・ソファを設置。

航海船橋甲板
- パラダイスステージ - 映画・演劇・演奏などのイベントに対応。

上部船橋甲板
- 特別1等室（2名×2室） - バス・トイレ付き、カーペット床とクロス張り天井による豪華な雰囲気と共に伝統文様をあしらった漆パネルで古典的な美しさを演出した。
- 1等室（洋室3名×4室・6名×6室、和洋室6名×2室、和室8名×4室）
- 特2等室（16名×8室・21名×1室・18名×2室）
- エントランスホール
- ダイニングサロン - アルミダイキャスト製の装飾など近代的な明るさの雰囲気とした。

下部船橋甲板
- 2等室
- バー
- 喫茶室
- ゲームルーム
- レストラン

船楼甲板
- 2等室

### 福岡国際フェリー時代
Cデッキ
- エコノミーA（16名×12室）
- ファースト洋室（3名×4室、6名×8室）
- ファースト和室（8名×4室）
- スイート（2名×2室）
- 浴室
- サロン

Bデッキ
- エコノミーB（15室）
- スナック・バー
- 免税店
- 放送室
- ゲーム室
- レストラン（136名）

## 事故・インシデント

### 貨物船との衝突
1983年8月23日、18時6分ごろ、鹿児島港から那覇港へ向かう本船は、鹿児島港を出港する際、鹿児島新港南防波堤灯台の北方約100メートルの地点で、同じく出港しようとしていた貨物船第十優昭丸と衝突した。本船の左舷船首が優昭丸の右舷船尾に後方から約30度の角度で衝突、本船は左舷船首の外板に小破口を伴う凹損を生じた。第十優昭丸は右舷船尾の甲板に凹損を生じたほか、付近のブルワークを曲損した。事故原因は、接岸中の船舶が多く慎重な操船を要する鹿児島新港を出航する際、第十優昭丸が見張り不十分で接近する他船に気付くのが遅れ、他船を視認した後も増速進行したためとされたが、本船が動静監視不十分で、他船の動静を臆断し出航を急いだことも一因とされた。